# Johannes Bündgens

Wappen von Weihbischof Johannes Bündgens

Johannes Bündgens (* 2. April 1956 in Eschweiler) ist ein deutscher römisch-katholischer Geistlicher und emeritierter Weihbischof im Bistum Aachen.

## Leben
Johannes Bündgens studierte nach dem Abitur am Städtischen Gymnasium Eschweiler ab 1974 Katholische Theologie und Philosophie an der Päpstlichen Universität Gregoriana in Rom. Zum Diakon wurde er am 24. März 1979 geweiht. Am 10. Oktober 1980 empfing er in Rom durch Joseph Kardinal Schröffer das Sakrament der Priesterweihe. Von 1981 bis 1985 war Bündgens Kaplan an St. Cornelius in Viersen-Dülken. Im November 1985 wurde er für ein Promotionsstudium an der Gregoriana freigestellt. Im Mai 1990 wurde Johannes Bündgens mit der Dissertation über Die Wirkungen von Taufe und Firmung nach der Theologie der Schule von Salamanca bei Karl Josef Becker SJ zum Doktor der Theologie promoviert. Anschließend wirkte er als Mitarbeiter und Abteilungsleiter der Abteilung Fort- und Weiterbildung im Aachener Generalvikariat. Gleichzeitig war er Subsidiar in Aachen-Kornelimünster und Stolberg-Venwegen.
Bischof Klaus Hemmerle ernannte Johannes Bündgens am 1. Oktober 1992 zum Spiritual am Collegium Leoninum und – nach dem Umzug des Theologenkonvikts – am Paulushaus in Bonn. In gleicher Funktion war er seit 1997 auch für die Ständigen Diakone im Bistum Aachen zuständig. 2002 ernannte ihn Bischof Heinrich Mussinghoff zum Pfarrer von vier Pfarreien im Stadtgebiet von Heimbach (Eifel). Seit Januar 2003 ist Bündgens Mitglied im Priesterrat des Bistums Aachen. Außerdem gehört Bündgens der diözesanen Vorbereitungsgruppe zur Seligsprechung des Mediziners Heinrich Hahn an.
Im März 2006 ernannte ihn Papst Benedikt XVI. zum Titularbischof von Árd Carna und zum Weihbischof in Aachen. Die Bischofsweihe spendete ihm Bischof Heinrich Mussinghoff am 20. Mai 2006 im Aachener Dom; Mitkonsekratoren waren die Weihbischöfe Gerd Dicke und Karl Borsch. Aus Anlass seiner Bischofsweihe suchte sich Bündgens den Wahlspruch Mysterium magnum Ecclesia („Das große Geheimnis – Die Kirche“) aus, der dem Epheserbrief (Eph 5,32 ) entstammt. Seit Mai 2006 ist er überdies Domkapitular des Aachener Domkapitels und seit Juni 2006 Vorsitzender des Caritasverbandes für das Bistum Aachen sowie Bischofsvikar für das Caritaswesen.
Bündgens war Vorsitzender des Verwaltungsrates des Internationalen Katholischen Missionswerkes  missio e. V. mit Sitz in Aachen. In der Deutschen Bischofskonferenz war er Mitglied der Kommission für Erziehung und Schule sowie der Kommission Weltkirche und deren Unterkommission für Entwicklungsfragen (insbes. MISEREOR).
Er ist Ehrenmitglied der katholischen Studentenverbindung KDStV Ascania Bonn im CV. 
Nachdem die Staatsanwaltschaft Köln gegen Bündgens beim Amtsgericht Kerpen Anklage wegen Untreue erhoben hatte, ließ er seit Dezember 2019 alle Ämter ruhen. Bündgens hatte von dem Konto einer dementen Seniorin, die ihm eine Vollmacht erteilt hatte, im Dezember 2017 und Januar 2018 insgesamt 143.000 Euro auf sein Privatkonto überwiesen. Bündgens erklärte dazu, er habe der Frau als Gegenleistung ein lebenslanges Wohnrecht in einer von ihm für 600.000 Euro erworbenen Immobilie in Aachen eingeräumt. Eine schriftliche Vereinbarung oder ein Vermerk im Grundbuch existiere dazu jedoch nicht, weil sich der Gesundheitszustand der Frau verschlechtert habe. Im Juli 2021 verurteilte das Amtsgericht ihn per Strafbefehl zu einer Freiheitsstrafe von neun Monaten auf Bewährung und einer Geldbuße von 5000 Euro. Der Strafbefehl wurde im Herbst 2022 rechtskräftig, nachdem Bündgens einen Einspruch zurückgenommen hatte. Bischof Helmut Dieser forderte Bündgens auf, „dem Papst nunmehr seinen Rücktritt anzubieten“. Im Oktober 2022 reichte Bündgens ein entsprechendes Gesuch ein. Papst Franziskus nahm seinen Rücktritt am 8. November desselben Jahres an.

## Veröffentlichungen
- zusammen mit Clara Vasseur OSB: Spiritualität der Wahrnehmung. Einführung und Einübung. Karl Alber, Freiburg im Breisgau/München 2015, ISBN 978-3-495-48662-7

### Als Herausgeber
- mit Karl Borsch: Konzil und Bistum. Das II. Vatikanische Konzil und seine Wirkung im Bistum Aachen und bei den Nachbarn. Einhard, Aachen 2010, ISBN 978-3-936342-84-0.
- mit Arnd Küppers: Heinrich Hahn. Die christliche Liebe in der katholischen Kirche. Ferdinand Schöningh, Paderborn 2014, ISBN 978-3-506-77877-2.